# Tom Horn
Tom Horn é um filme de 1980 do gênero western dirigido por William Wiard. O filme conta os últimos dias do lendário caubói, homem da lei e pistoleiro Tom Horn. O roteiro, de Thomas McGuane e Bud Shrake, baseia-se na autobiografia de Tom Horn. Steve McQueen protagonizou e também foi o produtor executivo.

## Elenco
- Steve McQueen...Tom Horn
- Linda Evans...Glendolene Kimmel
- Richard Farnsworth...John C. Coble
- Billy Green Bush...Delegado Joe Belle
- Slim Pickens...Xerife Sam Creedmore
- Peter Canon...Assistente do Promotor
- Elisha Cook, Jr....dono do estábulo
- Harry Northup...Thomas Burke

## Sinopse
Por volta de 1901, depois de arrumar confusão num bar com um lutador de boxe profissional e brigar, o famoso Tom Horn (de quem se falava que prendera Gerônimo) recebe oferta de trabalho como caubói pelo rancheiro do Wyoming John C.Coble. Coble estava com problemas de roubo de gado e propõe a Tom, apoiado por outros rancheiros da "Associação" e pelo delegado Joe Belle, que ele persiga os ladrões, matando-os ou expulsando-os da região. Tom faz o trabalho usando com eficiência mortal seu rifle 45-60 mas sua violência incomoda seus contratantes, que temem terem seus nomes ligados aos tiroteios. Eles resolvem se livrar de Tom e pedem ao delegado Belle que cuide disso.